# Antiche unità di misura del circondario di Lodi

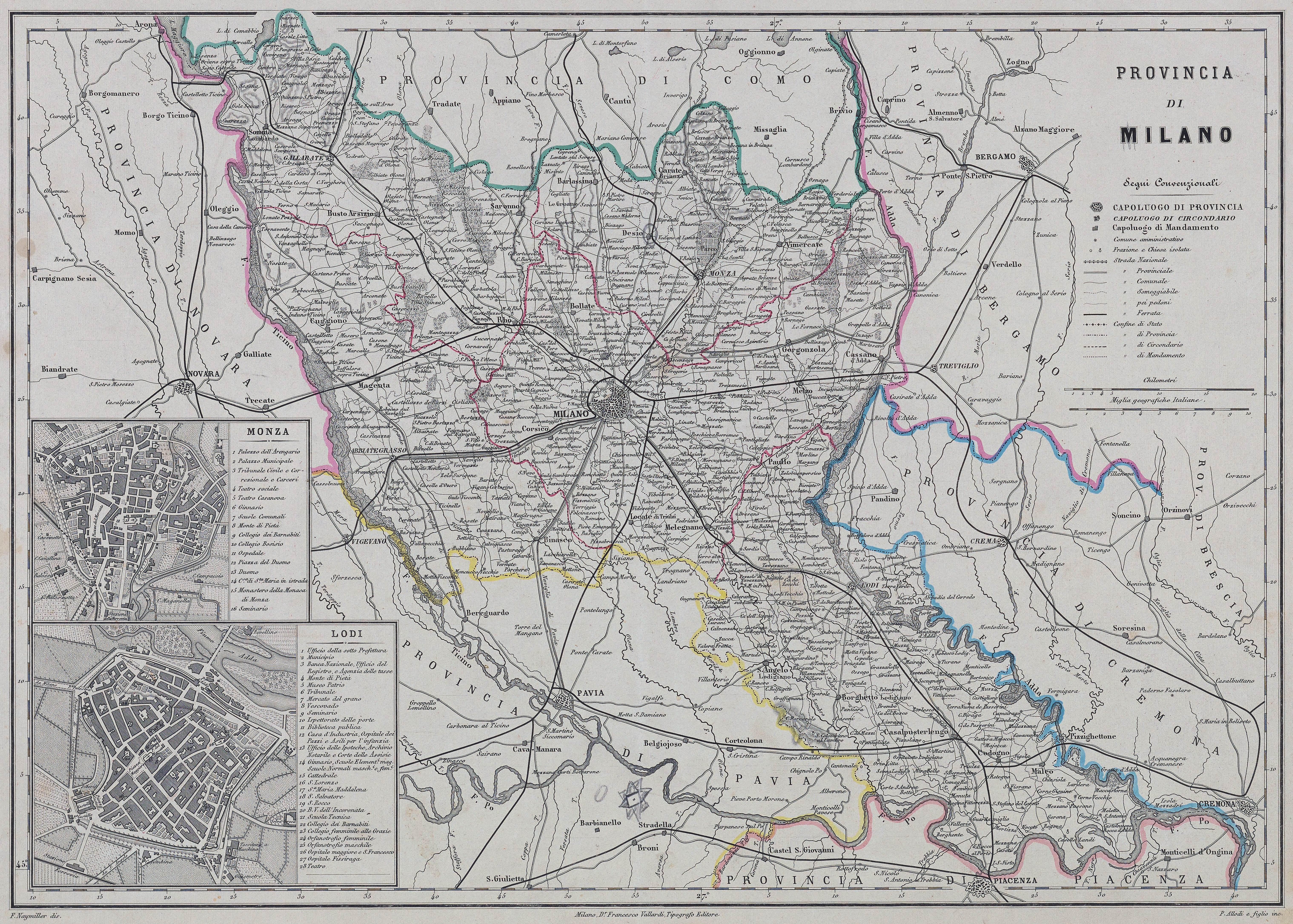
Mappa con indicazione dei confini del circondario di Lodi nel 1868 circa

Sono qui riportate le conversioni tra le antiche unità di misura in uso nel circondario di Lodi e il sistema metrico decimale, così come stabilite ufficialmente nel 1877.
Nonostante l'apparente precisione nelle tavole, in molti casi è necessario considerare che i campioni utilizzati (anche per le tavole di epoca napoleonica) erano di fattura approssimativa o discordanti tra loro.

## Misure di lunghezza
| Comuni | Denominazione             | Valore   | Unità |
| --- | ------------------------- | -------- | ----- |
| Tutti i comuni | Braccio di Milano         | 0,594936 | m     |
| Tutti i comuni | Trabucco di Milano        | 2,611110 | m     |
| Tutti i comuni | Piede liprando            | 0,446202 | m     |
| Tutti i Comuni eccettuato Castelnuovo Bocca d'Adda | Braccio di Lodi           | 0,667697 | m     |
| Tutti i Comuni eccettuato Castelnuovo Bocca d'Adda | Trabucco di Lodi          | 2,731995 | m     |
| Codogno, Corte S. Andrea, Fombio, Gattera, Guardamiglio, Mezzana Casati, S. Fiorano, Mirabel S. Bernardino, Regina Fittarezza, S. Rocco, S. Stefano del Corno, Somaglia, Senna Lodigiana, Trivulza, Caselle Landi, Cavacurta, Cornogiovane, Cornovecchio, Maccastorno, Mulco, Meletto, Mezzano Passone | Braccio di Piacenza       | 0,675000 | m     |
| Caselle Landi, Bonissima, Mezzano, Mezzano Martello, Botto, Fombio, Guardamiglio, Mezzana Casati, Mezzano Passone, Minuta, Noceto, Retegno, S. Rocco al Porto, Valoria | Braccio di Caselle Landi  | 0,674800 | m     |
| Caselle Landi, Bonissima, Mezzano, Mezzano Martello, Botto, Fombio, Guardamiglio, Mezzana Casati, Mezzano Passone, Minuta, Noceto, Retegno, S. Rocco al Porto, Valoria | Trabucco di Caselle Landi | 2,814000 | m     |
| Castelnuovo Bocca d'Adda | Trabucco cremonese        | 2,901233 | m     |

Le braccia di Milano e Lodi si dividono in 12 once, l'oncia in 12 punti, il punto in 12 atomi.
Le braccia mercantili di Piacenza e Caselle Landi si dividono in metà, terzi, quarti, sesti, ottavi e sedicesimi.
I trabucchi di Milano, di Lodi, di Cremona e di Caselle Landi sono usati come base della misura agraria e si dividono in 6 piedi, il piede in 12 once, l'oncia in 12 punti, il punto in 12 atomi.

## Misure di superficie
| Comuni | Denominazione              | Valore   | Unità |
| --- | -------------------------- | -------- | ----- |
| Tutti i comuni | Braccio quadrato di Milano | 0,353949 | m²    |
| Tutti i comuni | Braccio d'asse             | 1,415798 | m²    |
| Tutti i comuni | Pertica di Milano          | 654,5179 | m²    |
| Tutti i comuni eccetto Castelnuovo Bocca d'Adda | Pertica lodigiana          | 716,5243 | m²    |
| Castelnuovo Bocca d'Adda | Pertica cremonese          | 808,0469 | m²    |
| Caselle Landi, Bonissima, Mezzano, Mezzano Martello, Botto, Fombio, Guardamiglio, Mezzana, Mezzano Passone, Minuta, Noceto, Retegno, S. Rocco sul Porto, Valoria | Pertica di Caselle Landi   | 760,1852 | m²    |

Il braccio quadrato di Milano si divide in 12 once di braccio, l'oncia in 12 punti di braccio, il punto in 12 atomi di braccio.
Il braccio d'asse, eguale a 4 braccia quadrate, si divide in 12 once, l'oncia in 12 punti, il punto in 12 atomi.
Le pertiche, misure agrarie, si dividono in 24 tavole; la tavola, eguale a 4 trabucchi quadrati, si divide in 12 piedi di tavola, il piede in 12 once di tavola, l'oncia in 12 punti di tavola, il punto in 12 atomi di tavola.

## Misure di volume
| Comuni                                             | Denominazione          | Valore   | Unità |
| -------------------------------------------------- | ---------------------- | -------- | ----- |
| Tutti i comuni                                     | Braccio cubo di Milano | 210,577  | L     |
| Tutti i Comuni eccettuato Castelnuovo Bocca d'Adda | Piede cubo lodigiano   | 94,403   | L     |
| Tutti i Comuni eccettuato Castelnuovo Bocca d'Adda | Songa lodigiana        | 5097,762 | L     |
| Castelnuovo Bocca d'Adda                           | Songa cremonese        | 6105,032 | L     |

Il braccio cubo di Milano si divide in 12 once di braccio cubo, l'oncia in 12 punti di braccio cubo, il punto in 12 atomi di braccio cubo.
La songa, misura convenzionale per la legna da fuoco, è rappresentata da un parallelepipedo rettangolo avente un trabucco di lunghezza, e mezzo trabucco di larghezza ed altezza. La songa si divide in metà, quarti ed ottavi.

## Misure di capacità per gli aridi
| Comuni | Denominazione              | Valore   | Unità |
| --- | -------------------------- | -------- | ----- |
| Tutti i comuni eccettuato Castelnuovo Bocca d'Adda | Moggio di Lodi             | 158,9566 | L     |
| Tutti i comuni eccettuato Castelnuovo Bocca d'Adda | Moggio milanese            | 146,2343 | L     |
| Tutti i comuni eccettuato Castelnuovo Bocca d'Adda | Moggio milanese da carbone | 225,1033 | L     |
| Tutti i comuni eccettuato Castelnuovo Bocca d'Adda | Moggio da calce            | 139,2800 | L     |
| Castelnuovo Bocca d'Adda | Soma cremonese             | 178,2230 | L     |
| Caselle Landi, Bonissima, Mezzano, Mezzano Martello, Botto, Fombio, Guardamiglio, Mezzana, Mezzano Passone, Minuta, Noceto, Retegno, S. Rocco al Porto, Valoria | Staio di Caselle Landi     | 34,8200  | L     |

Il moggio di Lodi, detto anche sacco, si divide in 8 staia, lo staio in 4 quartare, il quartaro in 4 metà, la metà in 4 quartini.
9 staia fanno la soma, misura usata per l'avena.
Il moggio milanese si divide pure in 8 staia, lo staio in 4 quartare, il quartaro in 4 metà, la metà in 4 quartini.
Anche il moggio milanese colmo da carbone si divida in 8 staia, lo staio in 4 quartari, il quartaro in 4 metà, la metà in 4 quartini.
Il moggio da calce si divide in 4 staia piacentini, lo staio in 2 mine.
La soma cremonese si divide in 5 staia, lo staio in 2 mine, la mina in 2 quartari, il quartaro in 3 coppelli.
Lo staio di Caselle Landi si divide in 2 mine, la mina in 7 coppelli.

## Misure di capacità per i liquidi
| Comuni | Denominazione           | Valore  | Unità |
| --- | ----------------------- | ------- | ----- |
| Tutti i comuni eccetto i seguenti Buffalora d'Adda, Vigadore, Chiosi di Porta d'Adda, Chiosi di Porta Cremonese, Chiosi di Porta Regale, Montanaso Lombardo, Cavenago d'Adda, S. Angelo, Burgano, Castiraga da Reggio, Trivulzina, Valera Fratta, Vidardo, Fombio, Senna Lodigiana | Brenta di Lodi da latte | 82,7538 | L     |
| Tutti i comuni eccetto i seguenti Buffalora d'Adda, Vigadore, Chiosi di Porta d'Adda, Chiosi di Porta Cremonese, Chiosi di Porta Regale, Montanaso Lombardo, Cavenago d'Adda, S. Angelo, Burgano, Castiraga da Reggio, Trivulzina, Valera Fratta, Vidardo, Fombio, Senna Lodigiana | Brenta di Lodi da vino  | 66,2030 | L     |
| Tutti i comuni eccettuati Buffalora d'Adda, Vigadore, Chiosi di Porta d'Adda, Chiosi di Porta Cremonese, Chiosi di Porta Regale, Montanaso Lombardo, Cavenago d'Adda, Fombio, Senna Lodigiana                                                                                      | Brenta da latte         | 78,7025 | L     |
| Tutti i comuni eccettuati Buffalora d'Adda, Vigadore, Chiosi di Porta d'Adda, Chiosi di Porta Cremonese, Chiosi di Porta Regale, Montanaso Lombardo, Cavenago d'Adda, Fombio, Senna Lodigiana                                                                                      | Brenta di Milano        | 75,5544 | L     |
| Buffalora d'Adda, Chiosi di Porta d'Adda, Chiosi di Porta Cremonese, Chiosi di Porta Regale, Montanaso Lombardo, Vigadore, Cavenago d'Adda | Brenta di Lodi da latte | 82,7538 | L     |
| Buffalora d'Adda, Chiosi di Porta d'Adda, Chiosi di Porta Cremonese, Chiosi di Porta Regale, Montanaso Lombardo, Vigadore, Cavenago d'Adda | Brenta da vino          | 74,4784 | L     |
| Fombio, Senna Lodigiana | Brenta piacentina       | 75,7712 | L     |
| Caselle Landi, Bonissima, Mezzano, Mezzano Martello, Botto, Fombio, Guardamiglio, Mezzana, Mezzano Passone, Minuta, Noceto, Betegno, S. Bocco al Porto, Valoria | Brenta di Caselle Landi | 69,6400 | L     |
| Castelnuovo Bocca d'Adda | Boccale cremonese       | 0,63290 | L     |

Le brente da latte si dividono in 100 boccali.
La brenta di Lodi da vino si divide in 80 boccali, il boccale in 4 zaine.
La brenta da vino di Milano si divide in 3 staia, lo staio in 4 quartari, il quartaro in 8 boccali, il boccale in 4 zaine.
La brenta Milanese si divide pure in 6 secchie da 16 boccali.
La brenta di buffalora d'Adda si divide in 90 boccali lodigiani.
La brenta piacentina si divide in 48 pinte, la pinta in 2 boccali, il boccale in 2 mezzi.
La brenta di Caselle Landi si divide in 96 boccali.
Il boccale cremonese si divide in 2 mezzi. Due boccali fanno la pinta.

## Pesi
| Comuni | Denominazione            | Valore  | Unità |
| --- | ------------------------ | ------- | ----- |
| Tutti i comuni eccetto i seguenti S. Angelo, Bargano, Castiraga da Reggio, Vidardo, Trivulzina, Valera Fratta                                                   | Libbra grossa di Lodi    | 748,381 | g     |
| Tutti i comuni eccetto i seguenti S. Angelo, Bargano, Castiraga da Reggio, Vidardo, Trivulzina, Valera Fratta                                                   | Libbra piccola di Lodi   | 320,735 | g     |
| S. Angelo, Castiraga da Reggio, Bargano, Trivulzina, Vidardo, Valera Fratta, Paullo, Casaletto Lodigiano, Salerano sul Lambro                                   | Libbra grossa di Milano  | 762,517 | g     |
| S. Angelo, Castiraga da Reggio, Bargano, Trivulzina, Vidardo, Valera Fratta, Paullo, Casaletto Lodigiano, Salerano sul Lambro                                   | Libbra piccola di Milano | 326,793 | g     |
| Castelnuovo Bocca d'Adda | Libbra di Cremona        | 309,489 | g     |
| Caselle Landi, Bonissima, Mezzano, Mezzano Martello, Botto, Fombio, Mezzana, Guardamiglio, Minuta, Mezzano Passone, Noceto, Retegno, S. Rocco al Porto, Valoria | Libbra di Caselle Landi  | 316,540 | g     |

La libbra grossa di Lodi e la libbra grossa di Milano sono di 28 once.
La libbra piccola di Lodi e la libbra piccola di Milano si dividono in 12 once, l'oncia in 24 denari, il denaro in 24 grani.
100 libbre grosse fanno il fascio o centinaio.
25 libbre piccole fanno un rubbo.
100 libbre piccole di Milano fanno il quintale.
10 libbre grosse di Milano fanno un peso.
La libbra di Cremona e la libbra di Caselle Landi si dividono in 12 once, l'oncia in 24 denari, il denaro in 24 grani.
25 libbre fanno un rubbo, detto anche peso.
Per i medicinali si usavano le libbre piccole del commercio, e quindi la Libbra medica di Vienna pari a grammi 420,008.
I gioiellieri usavano il marco di Milano pari a grammi 234.997 (diviso in 8 once, l'oncia in 24 denari, il denaro in 24 grani) ed il carato d'Olanda pari a grammi 0,20567 diviso in 4 grani.

## Territorio
Nel 1874 nel circondario di Lodi erano presenti 80 comuni divisi in 8 mandamenti.
- Borghetto Lodigiano • Borghetto Lodigiano, Cavenago d'Adda, Mairago, Motta Vigana, Ossago, San Colombano al Lambro, San Martino in Strada
- Casalpusterlengo • Bertonico, Brembio, Camairago, Cantonale, Casalpusterlengo, Castiglione d'Adda, Livraga, Orio Litta, Ospedaletto Lodigiano, Pizzolano, Secugnago, Terranova dei Passerini, Turano, Vittadone, Zorlesco
- Codogno • Codogno, Fombio, Guardamiglio, Regina Fittarezza, San Fiorano, San Rocco al Porto, Santo Stefano al Corno, Senna Lodigiana, Somaglia
- Lodi • Lodi
- Lodi (campagna) • Abbadia Cerreto, Boffalora d'Adda, Ca' de' Zecchi, Campolungo, Casaletto Lodigiano, Chiosi d'Adda Vigadore, Chiosi Uniti, Cornegliano Laudense, Corte Palasio, Crespiatica, Lodi Vecchio, Pezzolo dei Codazzi, Salerano sul Lambro, San Zenone al Lambro, Tormo
- Maleo • Caselle Landi, Castelnuovo Bocca d'Adda, Cavacurta, Corno Giovine, Cornovecchio, Maccastorna, Maleo, Meleti
- Paullo • Casalmaiocco, Cervignano, Comazzo, Dresano, Galgagnano, Merlino, Montanaso, Mulazzano, Paullo, Sordio, Tribiano, Villavesco, Zelo Buon Persico
- Sant'Angelo Lodigiano • Bargano, Caselle Lurani, Cazzimani, Graffignana, Marudo, Massalengo, Mongiardino Sillaro, Orgnaga, Sant'Angelo Lodigiano, Trivulzina, Valera Fratta, Villanova del Sillaro